# 나코루루 ~그 사람으로부터의 선물~
《나코루루 ~그 사람으로부터의 선물~》(ナコルル〜あのひとからのおくりもの〜)은 SNK가 발매한 비주얼 노블 어드벤처 게임이다. SNK의 격투 게임 시리즈 《사무라이 쇼다운》의 등장인물 나코루루를 조명한 게임으로, 2001년 7월 6일 일본서만 출시됐다. 실개발은 일본 개발사 인터레츠와 쿨 키즈가 했고, 캐릭터 디자인은 《사무라이 쇼다운 64》과 《사무라이 쇼다운: 워리어즈 레이지》에 참여했던 기타 센리가 맡았다. 성우도 게임 시리즈에서 나코루루를 담당한 이코마 하루미가 역임했다.
중심무대는 나코루루가 거주하는 아이누 부족 마을 카무이코탄으로, 마을 족장의 부탁으로 나코루루를 모시게 된 소녀 미카토의 시점에서 진행된다. 전형적인 텍스트 어드벤처 게임으로, 나코루루를 포함한 마을 주민들과 교류하면서 때마다 선택지를 고르는 방식으로 플레이한다.
이후 2002년 5월 이 게임에 기반한 OVA가 제작돼 출시됐다. 원래는 2부작으로 발매될 예정이었으나 첫 에피소드만 완료되고 취소됐다. 해당 애니메이션은 이 게임의 한정판에도 수록됐다. 2002년 3월 28일에 세가 드림캐스트 이식판이 발매됐다.